# Віктор Кузен
Віктор Кузен (фр. Victor Cousin; 28 листопада 1792, Париж, Франція — 14 січня 1867, Канни, Франція) — французький філософ, історик і політичний діяч, учень Мен де Бірана і Руає-Коллара, творець доктрин еклектизму і спіритуалізму, професор Сорбонни, міністр народної освіти Франції. Член Французької академії.

## Біографія
Віктор Кузен народився 1792 року в Парижі в родині простого ремісника. Мав нагоду здобути освіту в ліцеї Карла Великого, а потім у Вищій нормальній школі. У двадцятирічному віці він уже викладав грецьку мову у Вищій нормальній школі, а з 1815 читав там курс з шотландської філософії здорового глузду. Після двох років викладання у Вищій нормальній школі Кузена було обрано ад'юнктом П. П. Руає-Коллара на кафедрі філософії в Сорбонні, де він почав читати курс лекцій, спираючись переважно на праці шотландської школи. Водночас він старанно студіював твори І. Канта .
У 1817 році філософ відвідав Німеччину, де зустрічався з Якобі, Шеллінгом та Гегелем і вивчав новітню німецьку філософію. Прочитаний ним після повернення до Парижа курс був позначений сильним впливом гегелівського ідеалізму. На той час Кузен розробив власну філософську доктрину, яку він назвав еклектизмом, принцип якої полягав у тому, щоб відбирати все найкраще, що є в кожній філософській системі .
У 1820 році, після настання реакції, кафедра філософії в Сорбонні була закрита, а Кузен звільнений з університету за проповідь конституціоналізму . Перебуваючи в неласці, він працював наставником у герцога Монтенбло, редагував критичні видання Декарта та Прокла Діадоха і випустив у світ перші томи свого перекладу Платона, який вважається його найважливішою працею. У 1824 році, під час подорожі Німеччиною, філософ був заарештований за підозрою у приналежності до партії карбонаріїв і півроку просидів у прусській в'язниці, поки не був звільнений завдяки клопотанням Гегеля.
У 1828 році Кузен знову отримав кафедру філософії в Сорбонні і два роки читав лекції, які викликали ентузіазм слухачів. Рідкісний ораторський талант зробив його популярним у кількох поколінь студентів.
У 1830 році, після приходу до влади Луї Філіпа, Кузен приєднався до урядової партії й відтоді користувався підтримкою уряду. Філософ був обсипаний всілякими почестями: він став пером Франції та членом Державної ради, членом Французької академії наук, директором Вищої нормальної школи та членом Ради народної освіти, а в 1840 займав посаду міністра народної освіти. У цей період філософія Кузена набула статусу офіційної доктрини, і він особисто вирішував, яка філософія повинна викладатися в університетах і середній школі .
У 1840 році у його коханки Луїзи Коле народилася дочка Генрієтта, але ні він, ні її чоловік не погодилися визнати батьківство.
Після революції 1848 року вплив Кузена різко впав, а в 1851 він вийшов у відставку. Останні роки життя філософ зосередився на перекладах та літературній діяльності. Помер 14 січня 1867 року в Каннах.
Значення Кузена полягає насамперед у створеній ним філософській доктрині, а також у тому, що він познайомив Францію з німецькою класичною філософією і сприяв розвитку історико-філософських досліджень. Літературно-історичні праці Кузена, присвячені переважно Франції 17 століття, свідчать про неабиякий літературний талант і величезну ерудицію. Широку популярність Кузену принесли його історичні твори («Французьке суспільство 17 століття», «Юність Мазаріні» та ін.)

## Вчення

### Основи доктрини

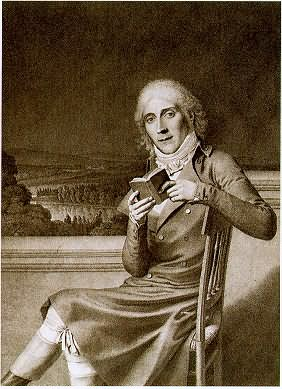
Мен де Біран

Філософські погляди Кузена сформувалися під впливом ідей Мен де Бірана, Руає-Коллара, шотландської школи здорового глузду, Шеллінга і Гегеля. Спочатку філософ назвав свою доктрину еклектизмом, але згодом частіше використовував термін спіритуалізм. Еклектизм у розумінні Кузена означав необхідність відбору найважливіших істин, відкритих великими мислителями минулого. Слідом за Лейбніцем він вважав, що «будь-яка філософська система є неповною, але не хибною». Оскільки всі можливі типи філософських систем вже представлені в минулому, настав час об'єднати їхні справжні ідеї та створити єдину, завершену та справді наукову систему.
Основою відбору справжніх вчень для Кузена служила доктрина спіритуалізму. Її засновник, Мен де Біран, був маловідомим за життя мислителем, виданню та популяризації праць якого Кузен присвятив кілька років життя. Саме завдяки Кузену це вчення набуло популярності та впливу. Згідно з доктриною спіритуалізму, як її розумів Кузен, фундаментом і вихідним пунктом будь-якої філософії має виступати психологія, як наука про факти свідомості. Відправною точкою філософських досліджень має бути дослідження внутрішнього досвіду. Філософію слід починати з розгляду нас самих, тому що ми все пізнаємо через своє «я». Дані свідомості безпосередні і тому мають найбільшу очевидність.

### Аналіз фактів свідомості
На думку Кузена, аналіз внутрішнього досвіду дозволяє виявити три ряди фактів свідомості: вольові, сенситивні та раціональні. Трьом класам фактів свідомості відповідають три людські здібності: воля, почуття та розум. Елементи свідомості нероздільні, але їх не можна звести один до одного.
У вченні про волю Кузен стояв найближче до Мен де Біран. Вольові факти найбільшою мірою мають індивідуальний характер. «Ставлення волі й особистості, — стверджував Кузен, — немає просте відношення співіснування, це справжнє відношення тотожності». У волі ми знаходимо джерело індивідуальної активності та зразок будь-якої причинності. Волю не можна звести до пасивних відчуттів, бо в ній завжди є сила протидіяти чуттєвим бажанням. Рухи почуттів не тільки не створюють індивідуальності, але, навпаки, руйнують її, якщо не зустрічають належної відсічі з боку волі.
У вченні про розум Кузен спирався здебільшого на ідеї німецької класичної філософії. Ключовою його ідеєю була ідея про безособовість розуму. Розум, на думку французького філософа, настільки мало індивідуальний, що його основною рисою слід вважати саме протилежність індивідуальності. Розум постачає людині загальні та необхідні істини, в яких немає нічого індивідуального. Загальні та необхідні істини лежать в основі всіх наук. Їхнім взірцем служать аксіоми математики та закони логіки, на них спираються і природничі науки. Так, фізика неможлива без принципу причинності, а фізіологія не може зробити жодного кроку без принципу доцільності. Аналізуючи філософські категорії, Кузен зводив усі принципи розуму до двох найголовніших: закону причинності та закону субстанції.
Загальні та необхідні істини не залежать від чуттєвого досвіду. Полемізуючи з прихильниками емпіризму, філософ доводив, що принцип причинності не може бути виведений зі спостереження за послідовністю явищ, бо таке спостереження не дає нам ідеї чинної сили. Так само чуттєвий досвід не може дати нам ідеї субстанції, бо в цьому досвіді ми знаходимо лише різні якості: протяжність, колір, запах, поєднані в різних комбінаціях. Таким чином, чуттєвий досвід не тільки не пояснює загальних та необхідних понять, але сам потребує їх для свого осмислення. Лише додаючи до даних досвіду категорії субстанції та причинності, ми отримуємо поняття про зовнішній світ та закони природи.

### Від психології до онтології
Дослідження фактів свідомості, на думку Кузена, уможливлює побудову наукової онтології. Найважливіша роль переході від психології до онтології належить розуму. Спираючись на факти свідомості, ми можемо виявити три реальності, дослідженням яких займається наукова онтологія; ці реальності є Бог, природа і людина.
Перехід від психології до онтології філософ уявляв так. Спостерігаючи факти свідомості, ми виявляємо, що значна їхня частина є незалежно від нашої волі. Звідси випливає, що ці явища викликані зовнішньою причиною, відмінною від нас самих. Одначе метод індукції призводить до висновку, що в основі зовнішнього світу лежить не пасивний субстрат, а активні сили, подібні до нашої волі. А це означає, що сили природи нематеріальні і повинні мислитися за аналогією з нашим духом. Посилаючись на дані фізики та хімії, Кузен стверджував, що вся нова наука займається силами і законами, а в силах і законах, як легко помітити, немає нічого матеріального. Отже, самі природничі науки ведуть нас до спіритуалізму, змушуючи визнавати основою реальності нематеріальні засади.
Далі, аналіз зовнішніх причин призводить до висновку, що ланцюг причин не може йти в нескінченність; отже, існує якась остання, найвища причина, і ця причина є Богом. Зрештою, субстанційність душі доводиться її простотою, самототожністю і неподільністю. Таким чином, послідовне вивчення феноменів природи призводить до висновку про існування в ній трьох родів субстанцій: створених індивідуальних душ, нематеріальних сил природи і нествореного вічного Духа, який французький філософ ототожнював із особистим Богом християнської релігії.

## Праці
- 1820–1827 : Procli philosophi Platonici opera, 6 vol.
- 1826 : Fragments philosophiques
- 1827 : Eunape, pour servir à l'histoire de la philosophie d'Alexandrie
- 1828 : Nouveaux fragments philosophiques Cours de l'histoire de la philosophie
- 1829 : Histoire de la philosophie au XVIII siècle, 2 vol.
- 1833 : De l'instruction publique en Allemagne, et notamment en Prusse, 2 vol.
- 1835 : De la metaphysique d'Aristote
- 1837 : De l'instruction publique en Hollande
- 1840 : Cours de philosophie morale Philosophie scolastique
- 1841 : Cours d'histoire de la philosophie moderne Cours d'histoire de la filosophie morale au XVIIIe siècle , 5 vol.
- 1842 : Leçons sur la philosophie de Kant Des pensées de Pascal
- 1843 : Introduction aux œuvres du père André Fragments littéraires
- 1844 : Du scepticisme de Pascal Défense de l'université et de la filosophie
- 1845 : Jacqueline Pascal
- 1846 : Fragments de philosophie cartésienne
- 1846 : Philosophie populaire
- 1848 : Justice et charité
- 1850 : De l'enseignement et de l'exercice de la médecine et de la pharmacie
- 1852 : La jeunesse de Mme de Longueville
- 1853 : Mme de Longueville pendant la Fronde
- 1854 : Mme de Sablé
- 1855 : Premiers essais de philosophie
- 1856 : Marie de Rohan, Mme de Chevreuse. Mme de Hautefort
- 1857 : Fragments et souvenirs
- 1858 : Du vrai, du beau et du bien
- 1859 : De la société française au XVIIIe siècle, d'après le grand Cyrus, 2 vol
- 1861 : Philosophie de Locke
- 1862 : Philosophie écossaise
- 1863 : Philosophie sensualiste au XVIIIe siècle
- 1865 : La jeunesse de Mazarin